# Det sidste Møde
Det sidste Møde er en stumfilm fra 1914 med ukendt instruktør.